# Ferrokësterite
La ferrokësterite è un minerale.